# میریسیترین
میریسیترین (به انگلیسی: Myricitrin) با فرمول شیمیایی C21H20O12 یک ترکیب شیمیایی با شناسه پاب‌کم 6327122 است. که جرم مولی آن ۴۶۴٫۳۷ گرم بر مول می‌باشد. 